# Cirkumflex (typografi)

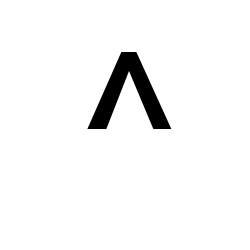
Cirkumflex i Arial.

Cirkumflex (efter franskans accent circonflexe) är ett diakritiskt tecken som förekommer i stavningen av bland annat franska, grekiska, italienska, malagassiska, rumänska, slovakiska, vietnamesiska, portugisiska, turkiska och esperanto samt japanska skrivet med latinska bokstäver. Tecknet ser ut som ett litet tak ovanpå bokstaven (^). I franskan betyder cirkumflexet vanligtvis att ett s har fallit bort från den fornfranska originalstavningen. I många andra språk betyder cirkumflexen en förändring av bokstavens uttal.

## Betoning
Circumflex markerar betonad vokal i vissa språk:
- På portugisiska  är â, ê, och ô betonade vokaler. Cirkumflex indikerar även deras höjd.
- På walesiska  antyder cirkumflex betonad stavelse (som normalt är den näst sista stavelsen), eftersom icke-betonade vokaler normalt inte kan vara långa. Detta händer särskilt när singularis slutar på a, t.ex. singularis camera, drama, opera, sinema → pluralis camerâu, dramâu, operâu, sinemâu; dock förekommer cirkumflex även i singulära nominella former, t.ex. arwyddocâd; i verbformer, t.ex. deffrônt, cryffânt; m.m.

## Klangfärg
- På afrikaans, markerar cirkumflex helt enkelt en vokal med oregelbundet uttal som vanligtvis är betonad. Exempel på cirkumflexanvändning i Afrikaans är sê 'säga', Wêreld "värld", mêr "i morgon", och Brûe "broar".
- På bretonska, används cirkumflex ovan ê för att visa att bokstaven uttalas öppet istället för slutet.
- På latiniserad pinyinmandarinkinesiska representerar ê ensamt ljudet /ɛ/, som ibland används som ett utropstecken.
- På portugisiska är â /ɐ/, ê /e/, och ô /o/ betonade höga vokaler, i motsats till á /a/, é /ɛ/, och ó /ɔ/, som är obetonade låga vokaler.
- På rumänska används cirkumflex ovan vokalerna â och î för att markera vokalen /ɨ/, som liknar ryska ы. Namnen på dessa bokstäver med accent är â din a och î din i. Bokstaven â förekommer bara i mitten av ord.
- På slovakiska står ô för diftongen uo.
- I svensk dialekt- och folkminneslitteratur används cirkumflex för att ange de fonem /a(ː)/ eller /æ(ː)/ (â), /ɶ(ː)/ eller /ɞ(ː)/ (ô) och /ɵ(ː)/ (û) i dialekter och regionala språk när dessa skiljer sig från /ɑ(ː)/ (a), /ø(ː)/ (ö) eller /o(ː)/ (o eller å) och /ʉ(ː)/ (u) respektive, till skillnad från standardsvenska där [a] och [ɑː], [ɵ] och [ʉː] är korta och långa allofoner av fonemen /a/ och /ʉ/, där fornsvenska korta /o/ (ŏ) har sammanfogats med /o(ː)/ från fornsvenska /ɑː/ (ā, Modern svenska å) i stället för att centraliseras till [ɞ] eller backa till [ɶ], och förbli ett distinkt fonem (ô) som i dialekterna i fråga.
- Vietnamesiska â /ə/, ê /e/, och ô /o/ är högre vokaler än a /ɑ/, e /ɛ/, och o /ɔ/. Cirkumflex kan brukas tillsammans med ett tonande tecken på samma vokal, som i ordet Việt Nam. Vokaler med cirkumflex betraktas som egna bokstäver.
- På västfrisiska brukas cirkumflex för följande ljud: /ɔ(ː)/ - âld, /ɛ(ː)/ - bêd, /ɔ(ː)/ - nôt, /u(ː)/ - lûd.

## Andra artikulationsfunktioner
- På chichewa betecknar ŵ tonande bilabial frikativa /β/, därav namnet på landet Malaŵi.
- I Pinyinmandarinkinesiska används ibland ẑ, ĉ, och ŝ för zh /tʂ/, ch /tʂʰ/, och sh /ʂ/, respektive.
- På esperanto används cirkumflex till ĉ /tʃ/, ĝ /dʒ/, ĥ /x/, ĵ /ʒ/, ŝ /ʃ/. Varje tecken indikerar en annan konsonant jämfört med den obetonade formen, och anses vara en separat bokstav för sammanställningar.
- På nsenga betecknar ŵ labiodental approximant /ʋ/.
- På filippinska står cirkumflex (pakupyâ) för den samtidiga förekomsten av en betoning och en glottal klusil på den sista vokalen i ordet.
- På forntupi förändrar cirkumflex vokaler till halvvokaler: î /j/, û /w/, och ŷ /ɰ/.
- Under sjuttonhundratalet införde Real Academia Española circumflex i spanskan för att markera att ch eller x uttalades som [k] respektive [ks] (i stället för [tʃ] och [x], vilket var standardvärdena): châracteres, exâcto (idag stavat caracteres, exacto). Denna användning övergavs snabbt under samma århundrade, då RAE bestämde sig för att bara använda ett uttal för varje; ch och x blev [tʃ] respektive [ks].

## Förkortning, sammandragning, och förtydligande av mångtydiga ord
- På sjuttonhundratalets brittisk engelska, innan den billiga Penny Post och under den tid som papper beskattades, förkortades bokstavskombinationen ough till ô när gh inte uttalades, för att spara utrymme i brev: thô för though, thorô för thorough, och brôt för brought.

- På franska markerar cirkumflex vanligtvis att det tidigare förekommit en konsonant (oftast s) som raderats och inte längre uttalas. (Stavningen av motsvarande ord på engelska har ofta behållit den förlorade konsonanten.)
  - ancêtre "förfader" från latinets antecessor
  - hôpital "sjukhus" från latinets hospitālia
  - hôtel "vandrarhem" från latinets hostel
  - forêt "skog" från latinets forestis
  - rôtir "grilla" från fornfranskans rostir
  - côte "kust"
  - pâte "pasta"
  - août "Augusti"
  - dépôt från latinets dēpositum "insättning" (som nuförtiden brukar hänvisa till en buss- eller järnvägsterminal eller ett garage)

Vissa homofoner kännetecknas av cirkumflex, till exempel cote /kɔt/ "nivå, markera" och côte /kot/ "revben, kust".
På skriven franska, till exempel i anteckningar, fungerar m med cirkumflex (m̂) som informell förkortning för même "samma".
- På italienska används ibland î i pluralformen hos substantiv och adjektiv som slutar med -io jo för att markera att ljuden sammanfaller i ett enda ljud. Andra möjliga stavningar är -ii och föråldrade -j eller -ij. Till exempel, plural av vario ˈvaːrjo "olika" kan stavas vari, varî, varii; uttalet brukar vara ˈvaːri med endast ett /i/. Ordet principes pluralformer ˈprintʃipe "prins" och principio prinˈtʃipjo "princip, början" kan vara förvirrande. I uttal skiljer man de åt då orden betonas på antingen den första eller den andra stavelsen, men stavningen principi är korrekt för bägge. När man vill undvika tvetydighet, är det tillrådligt att stava plural på principio som principî eller som principii.
- I norskan markerar cirkumflex vanligtvis att det tidigare förekommit en konsonant; ofta bokstaven ð: fôr från fóðr, vêr från veðr, lêr från leðr, men inte fâr från faðir.

## Matematik
- Inom matematiken och fysiken används ofta en cirkumflex för att beteckna en enhetsvektor.[1]

## Kodning
Fritt stående circumflex accent har koden 0x5E i ASCII och därmed också i ISO 8859, och Unicode, där kodningen betecknas U+005E. I Unicode finns skilt ett kombinerande tecken, U+02C6 (engelska: "modifier letter circumflex accent"), som används för att placera en circumflex accent på ett annat tecken då man inte vill eller kan använda det kombinerade tecknet.